# Maison Cavaignac (Gourdon)
La Maison Cavaignac est un bâtiment situé rue du Corps-Franc Pommiès, à Gourdon, en France.

## Localisation
La maison est située dans le département français du Lot.

## Historique
La maison a été construite au XIIIe siècle ou au XIVe siècle. L'hôtel a été modifié vers 1700 en ajoutant une porte avec encadrement de pilastres cannelés et fronton triangulaire avec une ouverture en œil-de bœuf, et un vantail à panneaux sculptés de motifs allégoriques représentant les Vices et les Vertus.
C'est la maison natale de Jean-Baptiste Cavaignac (1762-1829), député du Lot à la Convention.
La façade de la maison est inscrite au titre des monuments historiques le 16 mai 1929 sauf la porte qui est classée le 4 mars 1932.